# 台湾海峡大橋
台湾海峡大橋（たいわんかいきょうおおはし）は、中国大陸と台湾を結ぶ台湾海峡の橋の計画である。

## 歴史
1990年代から計画があり、「第13次5カ年計画」には福州と台湾を鉄道で直接結ぶ構想が盛り込まれた。

## 予定ルート
- 北ルート：平潭島 - 新竹市
- 南ルート：嘉義県 - 金門県 - 厦門